# Elezioni amministrative in Italia del 1984
Le elezioni amministrative in Italia del 1984 si tennero il 24 e 25 giugno, una settimana dopo le elezioni europee. In Sardegna, ebbero luogo in contemporanea con le elezioni regionali.
A Casale Monferrato si votò il 21 e 22 ottobre; in alcuni comuni del Meridione come Sarno e San Marco in Lamis il 28 e 29 ottobre. Il 25 e 26 novembre, si votò per il rinnovo anticipato della commissariata amministrazione della Provincia di Oristano.
Un'ulteriore tornata elettorale si tenne infine il 9 dicembre, in sei comuni della Sicilia (Ragusa, Adrano, Brolo, Sommatino, Acate e Ustica).

## Elezioni comunali

### Matera
Le elezioni si tennero il 24 e 25 giugno.
| Liste                                                  | Voti   | %    | Seggi |
| ------------------------------------------------------ | ------ | ---- | ----- |
| Democrazia Cristiana (DC)                              | 11.388 | 35,2 | 15    |
| Partito Comunista Italiano (PCI)                       | 7.003  | 21,6 | 9     |
| Partito Socialista Italiano (PSI)                      | 4.630  | 14,3 | 6     |
| Partito Repubblicano Italiano (PRI)                    | 3.021  | 9,3  | 4     |
| Partito Socialista Democratico Italiano (PSDI)         | 2.654  | 8,2  | 3     |
| Movimento Sociale Italiano - Destra Nazionale (MSI-DN) | 2.028  | 6,3  | 2     |
| Partito Liberale Italiano (PLI)                        | 898    | 2,8  | 1     |
| Democrazia Proletaria (DP)                             | 271    | 0,8  | -     |
| Altri                                                  | 486    | 1,5  | -     |
| Totale                                                 | 32.379 |      | 40    |

### Ragusa
Le elezioni si tennero il 9 dicembre.
| Liste                                                  | Voti | %    | Seggi |
| ------------------------------------------------------ | ---- | ---- | ----- |
| Democrazia Cristiana (DC)                              |      | 32,7 | 14    |
| Partito Socialista Italiano (PSI)                      |      | 18,9 | 8     |
| Partito Comunista Italiano (PCI)                       |      | 17,8 | 7     |
| Partito Liberale Italiano (PLI)                        |      | 9,2  | 4     |
| Partito Socialista Democratico Italiano (PSDI)         |      | 7,3  | 3     |
| Partito Repubblicano Italiano (PRI)                    |      | 6,4  | 2     |
| Movimento Sociale Italiano - Destra Nazionale (MSI-DN) |      | 4,9  | 2     |
| Altri                                                  |      | 2,8  | -     |
| Totale                                                 |      |      | 40    |

## Elezioni provinciali

### Provincia di Oristano
Le elezioni si tennero il 25 e 26 novembre.
| Liste                                                  | Voti | %    | Seggi |
| ------------------------------------------------------ | ---- | ---- | ----- |
| Democrazia Cristiana (DC)                              |      | 32,7 | 8     |
| Partito Comunista Italiano (PCI)                       |      | 19,9 | 5     |
| Partito Sardo d'Azione (PSd'Az)                        |      | 15,8 | 4     |
| Partito Socialista Italiano (PSI)                      |      | 13,6 | 3     |
| Partito Socialista Democratico Italiano (PSDI)         |      | 7,8  | 2     |
| Partito Repubblicano Italiano (PRI)                    |      | 4,0  | 1     |
| Movimento Sociale Italiano - Destra Nazionale (MSI-DN) |      | 3,3  | 1     |
| Partito Liberale Italiano (PLI)                        |      | 3,0  | -     |
| Totale                                                 |      |      | 24    |